# You're Under Arrest
| 전문가 평가                          | 전문가 평가 |
| 평가 점수                            | 평가 점수   |
| 출처                                 | 점수        |
| ------------------------------------ | ----------- |
| AllMusic                             | [ 1 ]       |
| Tom Hull                             | B           |
| The Penguin Guide to Jazz Recordings | [ 3 ]       |
| Rolling Stone                        | (not rated) |

《You're Under Arrest》는 1985년 미국의 재즈 음악가 마일스 데이비스가 녹음한 음반으로 팝 커버(신디 로퍼의 〈Time After Time〉과 마이클 잭슨의 〈Human Nature〉 포함)와 정치, 인종차별, 오염, 전쟁 등을 다루는 독창적인 소재가 혼합된 곡을 선보였다. 기타리스트 존 맥러플린이 피처링한 1972년 《On the Corner》 이후 데이비스의 첫 음반이다.

## 배경
녹음 시간 동안 베이시스트 대릴 존스는 스팅을 자신의 우상이었던 데이비스에게 소개했다. 스팅은 데이비스가 프랑스어를 할 줄 아느냐고 물었을 때 깜짝 놀랐고, 데이비스는 미란다 원칙을 프랑스어로 번역해 백 트랙에 대고 마이크에 대고 소리를 질러달라고 요청했다.
이 음반은 데이비스가 컬럼비아 레코드와 30년 동안 인연을 맺어온 끝을 장식했지만, 레이블은 1984년 녹음된 《Aura》를 1989년에 발매했고 데이비스가 사망한 후 많은 아카이브 음반을 발매할 예정이었다.

## 곡 목록
| #  | 제목                                                             | 작곡                                                            | 재생 시간 |
| -- | ---------------------------------------------------------------- | --------------------------------------------------------------- | --------- |
| 1. | 〈One Phone Call/Street Scenes〉                                 | 마일스 데이비스                                                 | 4:34      |
| 2. | 〈Human Nature〉                                                 | 존 베티스, 스티브 포카로                                        | 4:30      |
| 3. | 〈Intro: MD1/Something's On Your Mind/MD2〉                      | 데이비스/허버트 이브스 3세, 제임스 "D-트레인" 윌리엄스/데이비스 | 7:17      |
| 4. | 〈Ms. Morrisine〉                                                | 데이비스, 모리신 타인스 어빙, 로버트 어빙 3세                   | 4:57      |
| 5. | 〈Katia Prelude〉                                                | 데이비스, 어빙 3세                                              | 0:40      |
| 6. | 〈Katia〉                                                        | 데이비스, 어빙 3세                                              | 7:37      |
| 7. | 〈Time After Time〉                                              | 신디 로퍼, 롭 하이먼                                            | 3:37      |
| 8. | 〈You're Under Arrest〉                                          | 존 스코필드                                                     | 6:14      |
| 9. | 〈Medley: Jean Pierre/You're Under Arrest/Then There Were None〉 | 데이비스/스코필드/어빙 3세, 데이비스                            | 3:23      |